# Grupo Pasquino

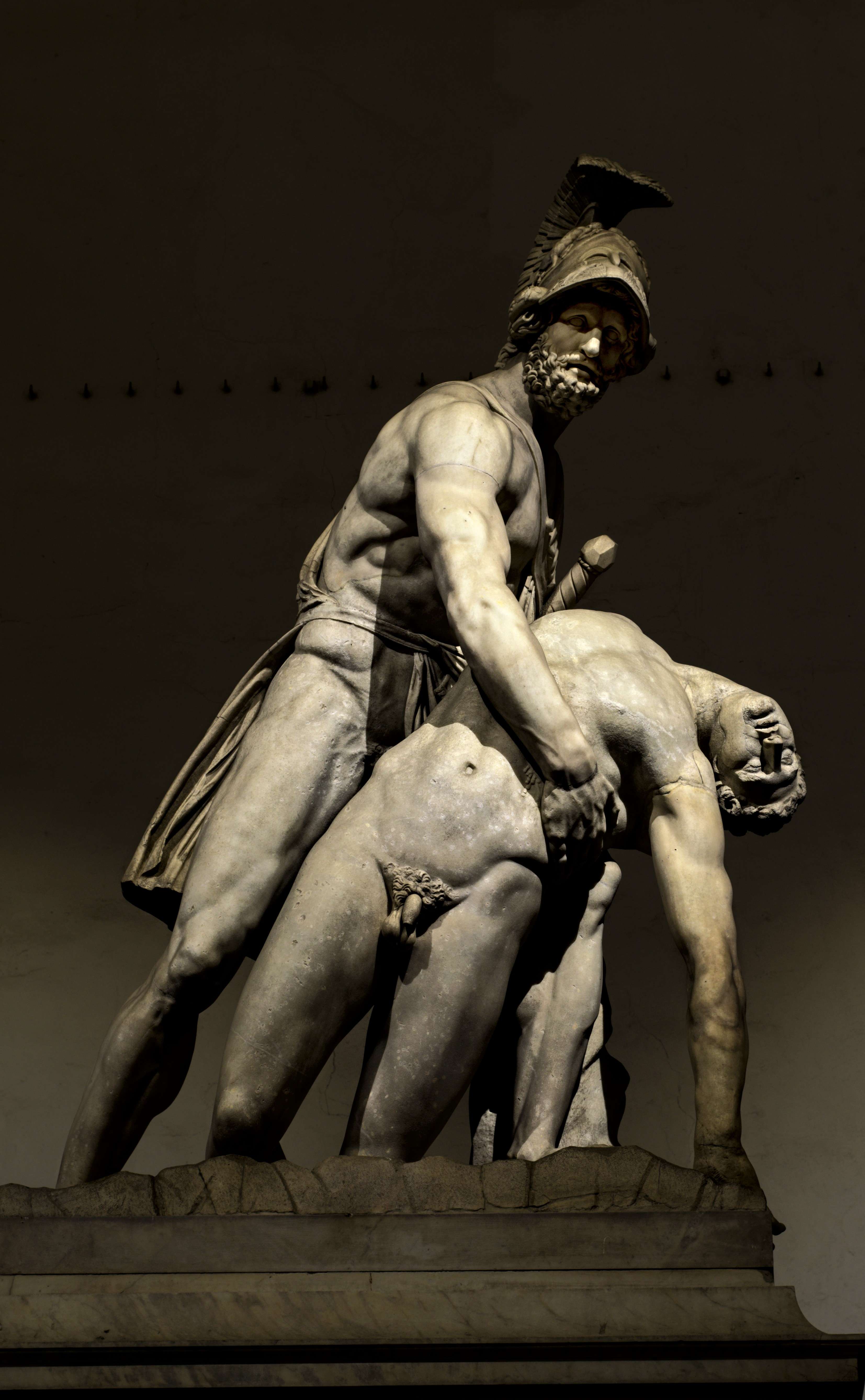
Menelao sosteniendo el cuerpo de Patroclo en la Loggia dei Lanzi Florencia, Italia.

El Grupo Pasquino (también conocido como Menelao llevando el cuerpo de Patroclo o Áyax llevando el cuerpo de Aquiles) es un grupo escultórico en mármol que copia un original helenístico en bronce, que data de ca. 200-150 a. C. Se conocen al menos quince copias romanas en mármol de esta escultura. Muchas de estas copias de mármol tienen un historial artístico y social complejo que ilustra el grado en el que se hicieron "restauraciones" improvisadas a fragmentos de la escultura romana antigua durante los siglos XVI y XVII. En tales intervenciones, los escultores italianos contemporáneos hicieron añadidos originales y, a menudo, arbitrarios y destructivos, en un esfuerzo por reemplazar los fragmentos perdidos de las esculturas antiguas.
Una de las versiones más famosas de la composición, aunque tan desmembrada y maltratada que la relación apenas se reconoce a primera vista, es el llamado Pasquin, una de las estatuas parlantes de Roma. Se instaló sobre un pedestal en 1501 y permanece sin restaurar. Otra versión del grupo, probablemente destinada a representar otras figuras homéricas, forma parte de las esculturas de Sperlonga encontradas en 1957.

## El tema

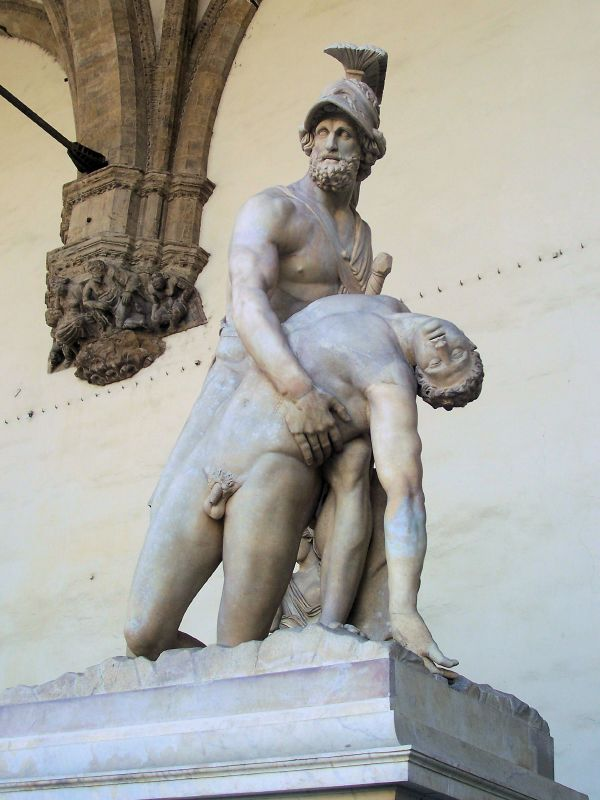
Grupo Pasquino (Florencia)

Las copias romanas antiguas del grupo escultórico griego original se documentaron por primera vez en Roma hacia 1500. Durante el siglo XVI, varios autores propusieron diferentes identificaciones para la figura del muerto, entre ellos Hércules, Gerión y Alejandro Magno . El Das Original der sogennanten Pasquino-Gruppe de Bernhard Schweitzer de 1936 identifica el tema del grupo como Menelao llevando el cuerpo de Patroclo; sin embargo, esta identificación ha sido cuestionada y el tema de Áyax llevando el cuerpo de Aquiles ahora es ampliamente aceptado para la mayoría de las copias romanas.
En el caso del grupo muy fragmentario de Sperlonga, la mayoría de los estudiosos están de acuerdo en que aquí se pretende mostrar a Ulises cargando el cuerpo del muerto Aquiles fuera del campo de batalla, en las afueras de Troya (o posiblemente Áyax haciendo el transporte), como muestran las otras esculturas del conjunto que muestran escenas de la historia de Odiseo. El tema es inusual, no en Homero, aunque es mencionado por Ovidio ( Metamorposes, 13, 282 ff) y encaja en el resto del programa. Aquí se muestra a Odiseo en su forma más convencionalmente virtuosa, demostrando pietas .

## El grupo de la Loggia dei Lanzi

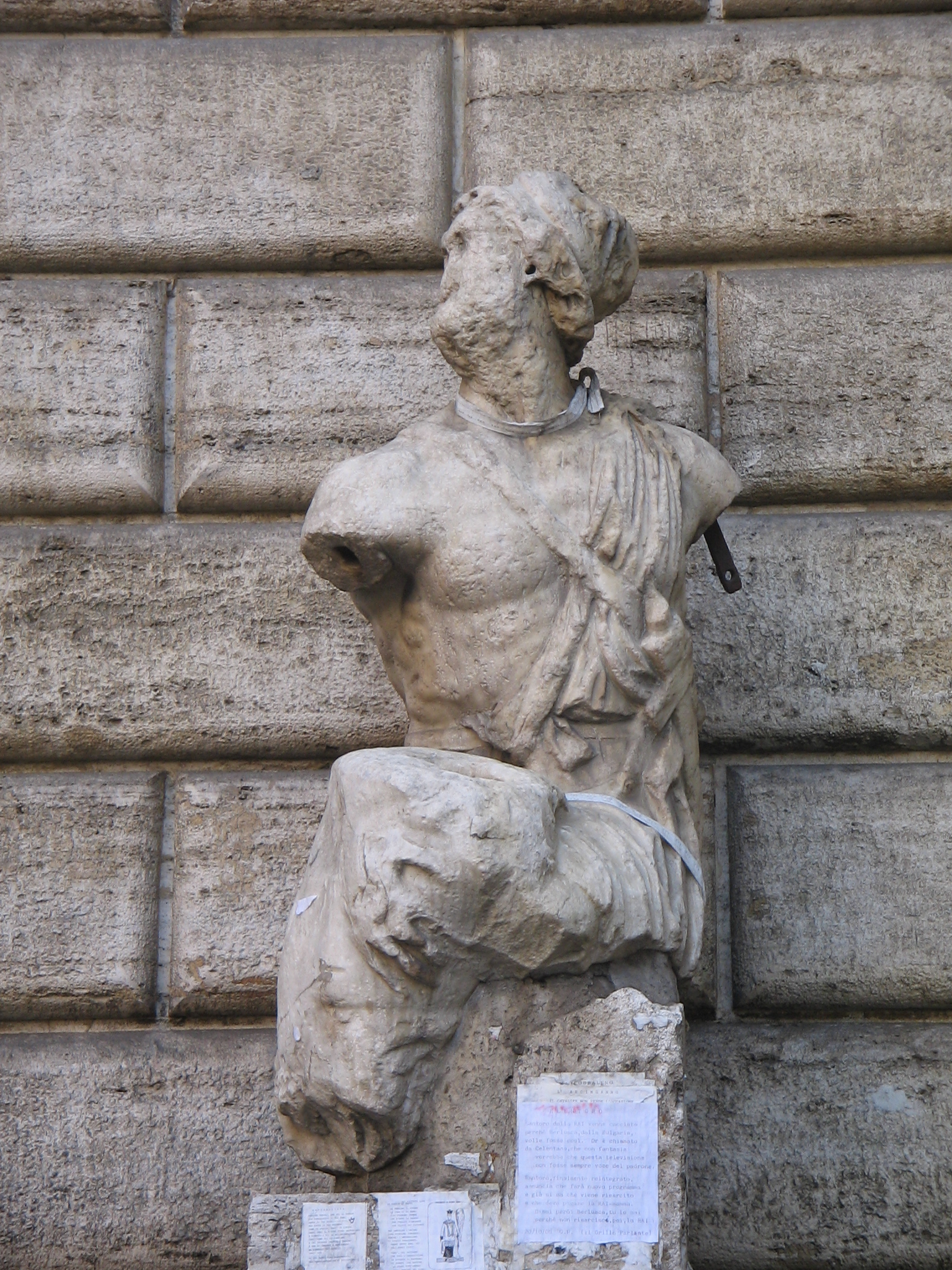
El fragmento de Pasquino aún muestra la mano erosionada del guerrero sobre el torso inerte.

Cosimo I, Gran Duque de Toscana, compró un antiguo fragmento de mármol que representaba el torso sin cabeza de un hombre con armadura que sostenía a un compañero moribundo heroicamente desnudo poco después de que fuera descubierto en la vigna de Antonio Velli, media milla romana más allá de Porta Portese, Roma. Con el consentimiento del Papa Pío V, fue trasladado inmediatamente a Florencia, donde aparece en el inventario realizado a la muerte de Cosimo en 1574. El proyecto para completar el torso truncado de la figura de "Ajax", faltando por encima de la cintura cuando fue encontrado según la Memorie (1594) del escultor y anticuario Flaminio Vacca, fue encargado por Ferdinando II; la "restauración" fue elaborada por Pietro Tacca y ejecutada por Lodovico Salvetti  a partir del modelo de Tacca, según Filippo Baldinucci . Se instaló en un nicho en el extremo sur del Ponte Vecchio . El grabado de Paolo Alessandro Maffei de 1704 muestra que la figura del "Ajax" entonces llevaba un casco mucho más simple que el elaborado neoclásico, erróneamente provisto por Ricci, que se ve en la escultura actual.

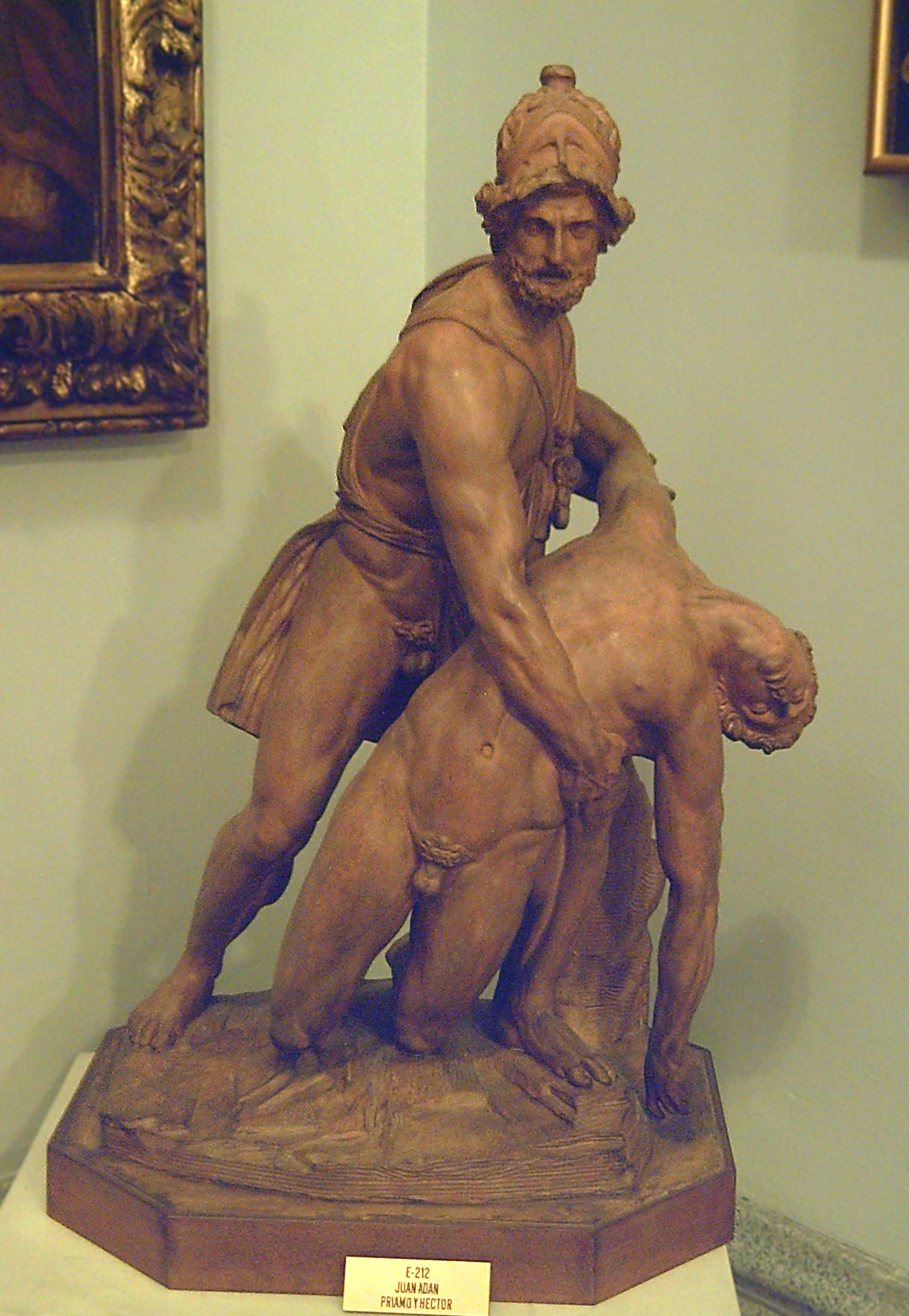
Reducción en terracota de Juan Adán Morlán, como Príamo sosteniendo el cuerpo de Héctor (Real Academia de Bellas Artes de San Fernando, Madrid)

En 1771, el artista neoclásico Anton Raphael Mengs tomó moldes de las partes que consideraba genuinamente antiguas (y, por lo tanto, originales) de esta escultura y la versión del Palazzo Pitti (discutida a continuación) y las volvió a ensamblar en un modelo de yeso que pretendía ser más fiel al original romano. Fue retirado para ser reparado en 1798 y permaneció en la oscuridad, sufriendo más ajustes por parte de Stefano Ricci en la década de 1830, hasta que finalmente fue reconstruido en 1838, en la Loggia dei Lanzi en la Piazza della Signoria, Florencia. El elemento que aún llama más la atención es el brazo izquierdo colgante sin vida de la figura de "Aquiles", aparentemente dislocado, que de hecho formaba parte de la restauración Tacca-Salvetti. Otros errores en la restauración son la pierna izquierda levantada del portador, la rodilla derecha levantada de Patroclo y el suelo amontonado que sirve de base.

## El segundo grupo de Medici
La segunda versión fue un regalo en 1570 del florentino Paolo Antonio Soderini de Roma. Se dice que fue encontrado en el mausoleo de Augusto . Identificado como Ajax, se encuentra en el Patio del Ajaco del Palacio Pitti .
Durante el siglo XX aparecieron más fragmentos de otras copias romanas de este grupo, pero los criterios modernos más severos y cuidadosos para la restauración han llevado a los historiadores a evitar tratar de restaurarlos como un grupo figurativo completo, como intentaron hacer los individuos del pasado con El grupo Pasquino.

## El grupo de Adriano
Cinco fragmentos de un grupo Pasquino se encontraron en las excavaciones de la Villa de Adriano por Gavin Hamilton en 1769. Esta escultura formaba parte de la colección de copias de obras maestras griegas del emperador romano Adriano . A diferencia de otras copias, la figura del difunto en la copia de Adriano está herida en la espalda. Esto se ha interpretado como evidencia de que la copia de Adriano estaba destinada a representar a Menelao y Patroclo, ya que la Ilíada afirma que fue asesinado de un golpe en la espalda. Estos fragmentos se encuentran en los Museos Vaticanos . La cabeza de Menelao se exhibe en la Sala de Bustos del museo.